# Зоопарк Сан-Диего
Зоопарк Сан-Диего в Калифорнии, США — самый посещаемый зоопарк в США и один из самых популярных в мире, ежегодно привлекает более 4 млн посетителей. На площади 40 га в зоопарке содержится более 3700 особей 650 видов и подвидов животных. Выдающаяся ботаническая коллекция насчитывает более 700 тысяч экземпляров экзотических растений, включая более 40 разновидностей бамбука для кормления больших панд и 18 разновидностей эвкалиптов для кормления сумчатых медведей коала.
Зоопарк Сан-Диего одним из первых в мире представил возможность содержания животных в условиях, близких к естественным, без клеток и вольеров. В 1999 году вошёл в число немногих зоопарков мира, где успешно размножились большие панды. Из-за большой территории зоопарка для удобства посетителей организован экскурсионный автобус и подвесные гондолы Skyfari. 
Здесь было снято первое видео на YouTube «Я в зоопарке».

## Галерея

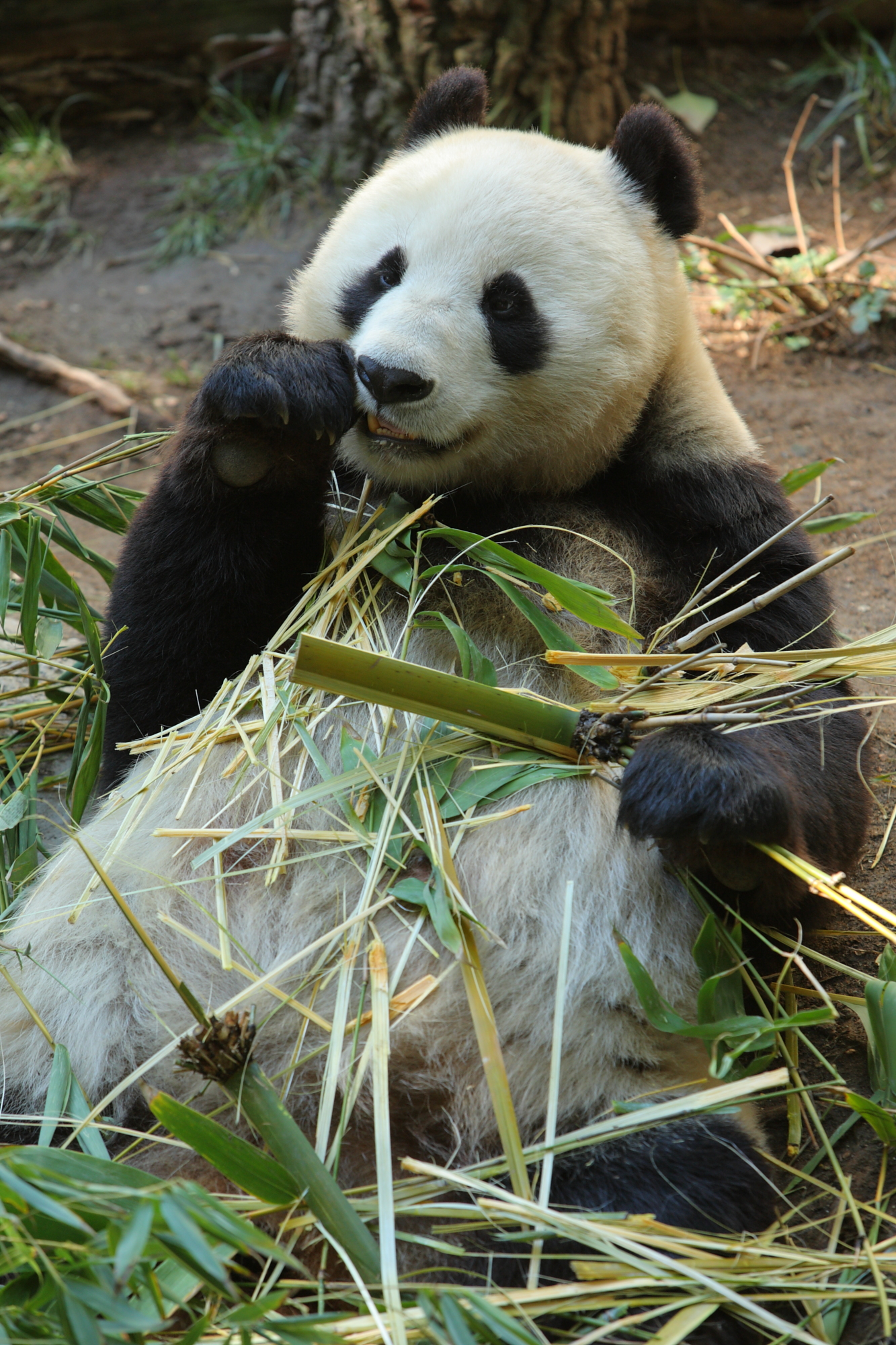
Большая панда Бай-Юн
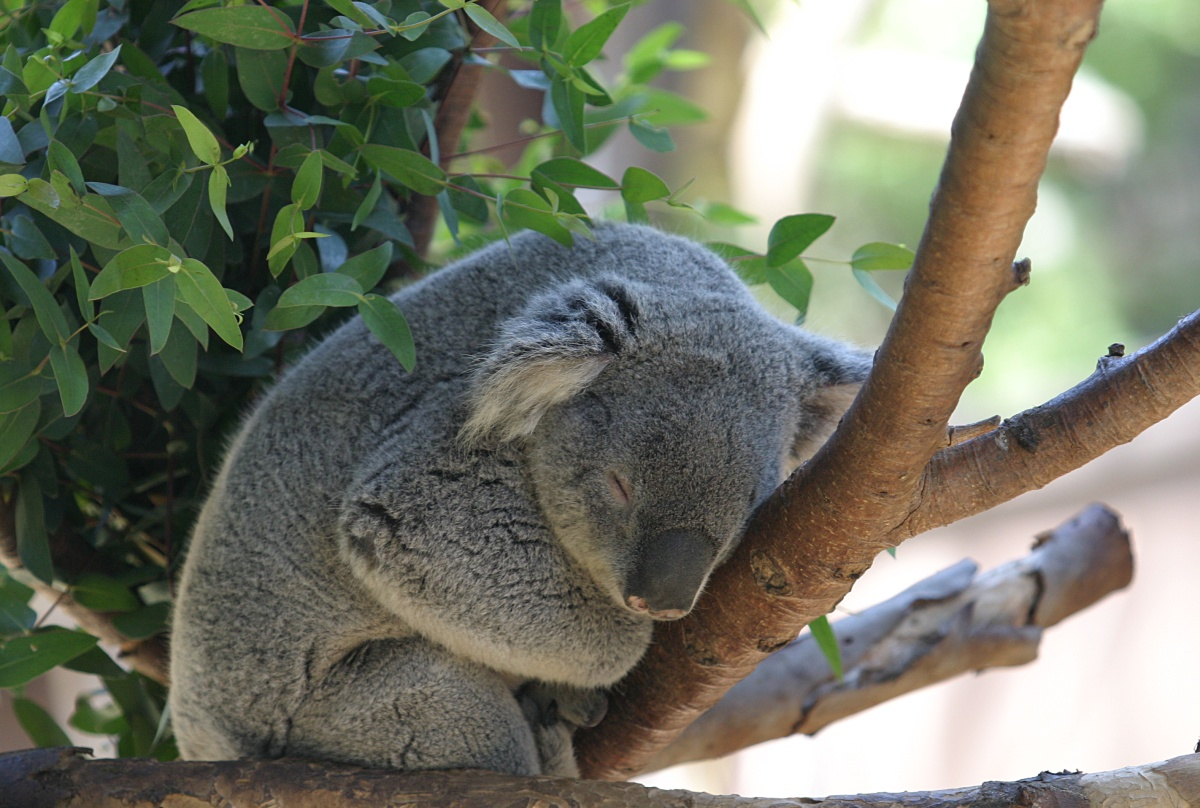
Коала
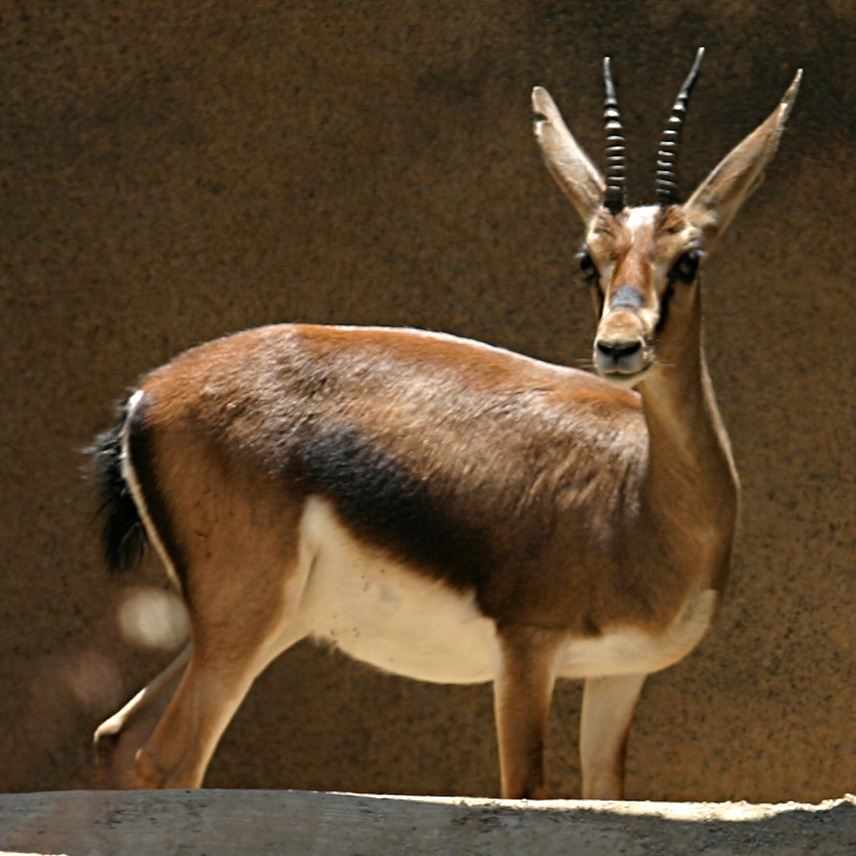
Атласская газель
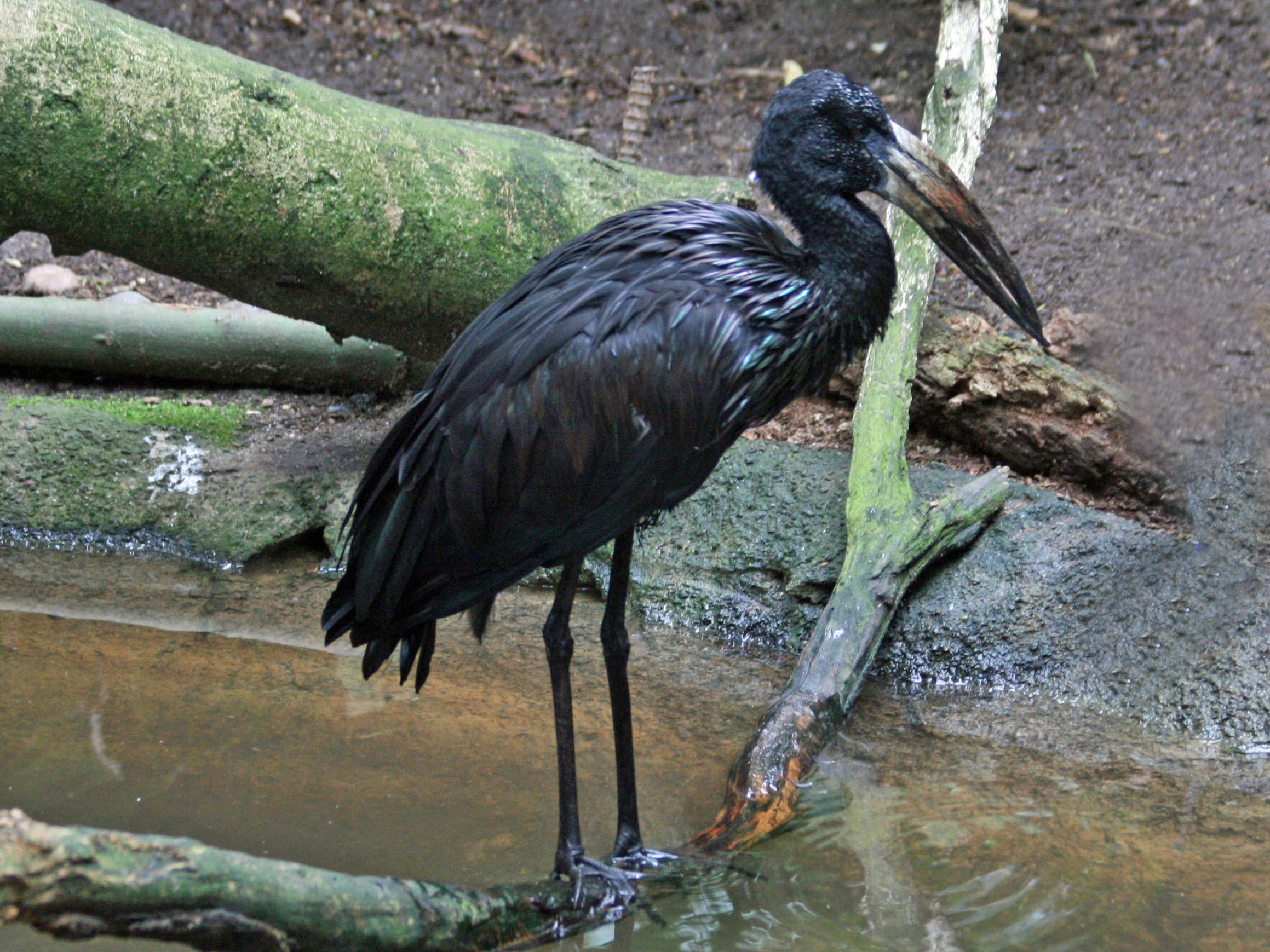
Африканский аист-разиня